# Afrikanisches Zeckenbissfieber

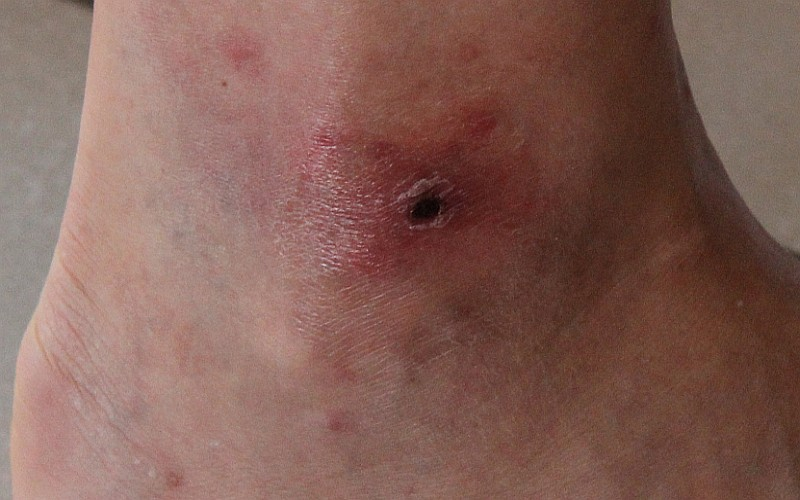
Läsion am Fuß nach Infektion durch Rickettsia africae

Das Afrikanische Zeckenbissfieber ist eine von Zecken übertragene Infektionskrankheit, die durch Bakterien verursacht wird. Die Krankheit ist im englischen Sprachraum als african tick bite fever bekannt.

## Ursache
Die Krankheit wird vom Bakterium Rickettsia africae ausgelöst, das zur Gruppe der Rickettsien gehört. Übertragen wird der Erreger von verschiedenen Zecken der Familien Amblyomma, Dermacentor und Rhipicephalus mit Vieh oder Wild (Ein- und Paarhufer) als Erregerreservoir. Die Krankheit ist daher in ländlichen Viehzuchtgebieten und Wildreservaten verbreitet. Sowohl Touristen, die im Busch wandern oder kampieren, als auch Bauern, Jäger, Fischer usw., die sich in derartigen Gebieten aufhalten, haben ein hohes Infektionsrisiko.

## Vorkommen
Die Krankheit ist im Afrika südlich der Sahara verbreitet und ist vom ebenfalls durch Rickettsien hervorgerufenen Boutonneuse-Fieber, das vorwiegend durch Braune Hundezecken übertragen wird, abzugrenzen.

## Verlauf
Die Inkubationszeit beträgt zwischen 5 und 7 Tagen,  die Symptome beinhalten Fieber, Kopf- und Gliederschmerzen, sowie charakteristische Hautläsionen an der Einstichstelle (Eschare), die an eine Verbrennung durch eine Zigarette erinnern. Insgesamt verläuft die Infektion aber normalerweise gutartig.

## Behandlung
Der Patient wird mit Tetracyclinen (Doxycyclin) behandelt.